# Fagivorina angularia
Fagivorina angularia är en fjärilsart som beskrevs av Carl Peter Thunberg 1792. Fagivorina angularia ingår i släktet Fagivorina och familjen mätare. Inga underarter finns listade i Catalogue of Life.